# Zalecane dzienne spożycie
Zalecane dzienne spożycie (ZDS) – ilość składników odżywczych, przede wszystkim witamin i soli mineralnych, które organizm przeciętnej osoby dorosłej potrzebuje przyswoić z pokarmem w ciągu doby. Prawidłowe żywienie człowieka polega na całkowitym pokryciu zapotrzebowania jego organizmu na energię oraz wszystkie składniki odżywcze potrzebne do rozwoju życia i zachowania zdrowia. Przez pojęcie normy żywienia rozumie się ilość energii oraz niezbędnych składników odżywczych, wyrażone w przeliczeniu na jedną osobę i jeden dzień, uwzględniając specyficzne dla wyróżnionych grup różnice w zapotrzebowaniu zależne od wieku, płci, stanu fizjologicznego i aktywności fizycznej, a także związane z warunkami bytowymi i trybem życia.
Wartości ZDS ustala się na podstawie ustaleń gremiów naukowych na szczeblu władz europejskich lub krajowych. Europejski Urząd ds. Bezpieczeństwa Żywności (EFSA) pracuje nad nowym systemem opartym na rozszerzonym zakresie informacji, opartym na systemie amerykańskim:
- EAR (estimated average requirements) – przeciętne zapotrzebowanie zaspokajające potrzeby żywieniowe ponad 50% populacji w danej grupie wiekowej
- RDI (recommended daily intake) – zalecane dziennie spożycie zaspokajające potrzeby ponad 97,5% zdrowej populacji w każdej grupie wiekowej, obu płci. Wartość ta jest szacowana metodami statystycznymi. Jeśli wartość ta nie jest możliwa do estymacji statystycznej, określa się jej prawdopodobny poziom jako AI (adequate intake).
- UL (tolerable upper intake levels) – poziom maksymalny spożycia, który nie powoduje szkodliwych efektów u osób zdrowych, co stwierdzono w badaniach pod kontrolą lekarską

oraz na systemie brytyjskim:
- LRNI (lower recommended nutritional intake) – minimalny poziom spożycia, zapewniający zapotrzebowanie jedynie dla 2,5% populacji.

Ustalenia te przybierają postać norm żywieniowych oraz rozporządzeń, a ich celem jest regulowanie rynku żywności w danych krajach pod kątem bezpieczeństwa żywności. Zalecane dzienne spożycie jest wartością opartą na statystycznych danych z populacji  kraju lub regionu dotyczących: rozkładu realnego spożycia danego składnika w populacji w zależności od wieku, aktywności fizycznej i płci mieszkańców; stwierdzanych niedoborów składników odżywczych i stanu zdrowotnego  populacji; ustaleń naukowych co do maksymalnych dopuszczalnych wartości takich składników odżywczych jak np. witaminy i składniki mineralne, które są wiarygodnie uznane za bezpieczne dla osób zdrowych. Ponieważ nie jest możliwe obiektywne ustalenie jednej normy dla całej populacji, ustalone wartości mają jedynie charakter odniesienia (wartości referencyjnej) i służą przede wszystkim celom praktycznym np. produkcji żywności czy zbiorowego żywienia spełniających zapotrzebowanie i zalecenia żywieniowe przeciętnej zdrowej dorosłej osoby o prawidłowej wadze i normalnym poziomie aktywności fizycznej.
Wielkości te są różnie nazywane i różnie ustalane w różnych krajach oraz zmieniają się wraz z rozwojem wiedzy:
- RDA (recommended dietary allowance, zatwierdzono w 1944) – zalecane dzienne spożycie, stosowane niegdyś w Stanach Zjednoczonych i Kanadzie
- RDI (reference daily intake, zatwierdzono w 1968) – referencyjna (rekomendowana) wartość spożycia opracowana na podstawie RDA; mało aktualna, ale nadal stosowana w znakowaniu żywności w Stanach Zjednoczonych i Kanadzie na podstawie regulacji Agencji Żywności i Leków i Health Canada
- DRI (dietary reference intake, zatwierdzono w 1997) – referencyjna (rekomendowana) wartość spożycia
- DRV (dietary reference value, w 2013 w trakcie opracowywania przez EFSA).

W części Stanów Zjednoczonych, w Wielkiej Brytanii i wielu krajach Unii Europejskiej istnieje ustawowy obowiązek umieszczania informacji na przetworzonych i pakowanych produktach żywnościowych o tym, jaki procent zalecanego dziennego spożycia podstawowych składników żywnościowych jest zawarty w określonej porcji produktu. W całej Unii Europejskiej taki wymóg obowiązuje od 13 grudnia 2014, na podstawie unijnego rozporządzenia 1169/2011 w sprawie informacji o żywności dla konsumentów (Food Information to Consumers).